# Nasreddine à Boukhara
Nasreddine à Boukhara (en russe : Насреддин в Бухаре) est une comédie soviétique de Yakov Protazanov. Sorti en 1943, le film est inspiré du roman L'Agitateur de Léonide Soloviov (en) et du conte populaire oriental Hadj-Nasreddine.

## Argument
Nasreddine se rend à Boukhara sur son petit âne. L'émir est en train de présider un procès : Niaz le potier a une dette envers Djaffar et le jugement lui ordonne de lui rendre son argent dans l'heure. Le pauvre potier n'a pas d'argent et il doit donc tomber en esclavage avec sa fille Gouldjane. Nasreddine le sauve en remboursant sa dette auprès de Djaffar.
Djaffar raconte cette histoire à l'émir de Boukhara qui demande aussitôt que l'on se saisisse de l'insolent qui a osé contrevenir à la loi. Nasreddine se sauve de la maison de Niaz et de Gouldjane qui est enfermée dans le harem de l'émir. Nasreddine se déguise afin de sauver sa bien-aimée.

## Distribution
- Lev Sverdline : Nasreddine
- Emmanuel Heller : Djaffar
- Vassili Zaïtchikov (ru) : Niaz
- Stepan Kaïoukov : Bakhtiar
- Konstantin Mikhaïlov : l'émir de Boukhara
- Matvei Lyarov (ru) : chef de garde
- Nikolaï Volkov : le sage
- Mirshohid Miroqilov (ru) : garde
- Ivan Bobrov (ru) : garde
- Rahim Pirmuhamedov (ru) : garde

## Fiche technique
- Scénario : Viktor Vitkovitch, Léonide Soloviov
- Mise en scène : Yakov Protazanov
- Musique : Moukhtar Achrafi, Boris Arapov
- Durée : 80 minutes